# ماهاتالاکی
ماهاتالاکی (به لاتین: Mahatalaky) یک منطقهٔ مسکونی در ماداگاسکار است که در توآلانارو واقع شده‌است. ماهاتالاکی ۱٬۴۴۴ کیلومتر مربع مساحت و ۲۵٬۰۰۰ نفر جمعیت دارد و ۳۳ متر بالاتر از سطح دریا واقع شده‌است.